# Glamping

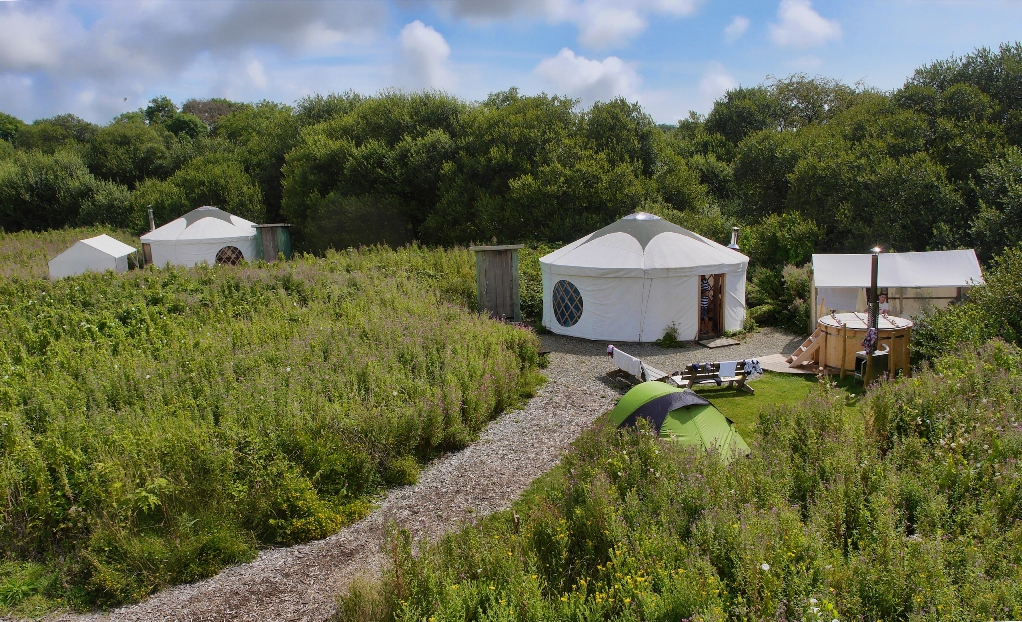
A glamping "village" with semi-permanent yurts, gravel paths and a hot tub.

Glamping - là từ ghép của glamorous và camping tạm gọi là cắm trại kiểu sang trọng, cao cấp, lãng mạn, mô tả một phong cách cắm trại với các tiện nghi. Trong một số trường hợp, glamping có các dịch vụ kiểu khu nghỉ mát thường không liên quan đến cắm trại "truyền thống". Glamping đã trở nên đặc biệt phổ biến với khách du lịch thế kỷ 21 tìm kiếm sự sang trọng của khách sạn bên cạnh việc thoát ly đời sống thường nhật kết hợp tính phiêu lưu giải trí của cắm trại.